# You're the Only One
 (février 2023).
Si vous disposez d'ouvrages ou d'articles de référence ou si vous connaissez des sites web de qualité traitant du thème abordé ici, merci de compléter l'article en donnant les références utiles à sa vérifiabilité et en les liant à la section « Notes et références ».
Albums de Faye Wong
Everything
(1990) Coming Home
(1992)
You're The Only One, sorti en décembre 1990, est le troisième album de Faye Wong. Cet album est sorti sur le label Cinepoly.

## Titres
1. Beautiful Vibration (美麗的震盪)
2. Still Waiting (又繼續等)
3. And Then one Day (然後某天)
4. Boring Coffee (悶人咖啡)
5. No Reason (無原因)
6. Because Of Him (多得他)
7. Only You (只有你)
8. Clarinet In A Quiet Night (靜夜的單簧管)
9. Next Year Tonight (明年今夜)
10. No Decorations (不裝飾)